# Gouvernement Recean
République de Moldavie
Gavrilița 
Le gouvernement Recean (en roumain : Guvernul Dorin Recean) est le gouvernement de la république de Moldavie depuis le 16 février 2023, durant la XIe législature du Parlement.

## Historique

### Formation
Après la démission de la Première ministre libérale Natalia Gavrilița le 10 février, Dorin Recean, conseiller de la présidente Sandu et ancien ministre de l'Intérieur, est désigné pour lui succéder le même jour,.
Le 16 février, Dorin Recean annonce la composition de son gouvernement et demande le vote de confiance au Parlement. 
Peu avant le vote de confiance, la séance est marquée de plusieurs perturbations par les partis d'oppositions du Bloc électoral des communistes et socialistes. Les députés du groupe uni ont décidé de bloquer la tribune et d'y rester, après que le Parti action et solidarité a voté que seuls deux orateurs pouvaient s'exprimer par groupe. En protestation, des socialistes et communistes se sont inscrits pour prendre la parole en tant qu'orateur et sont restés à la tribune.
Après cet incident de séance, le Premier ministre obtient le vote de confiance de 62 députés sur 101, soutenu par le seul Parti action et solidarité.

## Composition
- Les nouveaux ministres sont indiqués en gras, ceux ayant changé d'attributions en italique. La composition du gouvernement est la suivante[5] :

| Portefeuille                                                                          | Nom | Nom                                                   | Parti |
| ------------------------------------------------------------------------------------- | --- | ----------------------------------------------------- | ----- |
| Premier ministre                                                                      |     | Dorin Recean                                          | Ind.  |
| Vice-Premier ministre Ministre du développement économique et de la numérisation      |     | Dumitru Alaiba                                        | PAS   |
| Vice-Premier ministre Ministre des Affaires étrangères                                |     | Nicu Popescu (jusqu'au 29/01/2024)                    | Ind.  |
| Vice-Premier ministre Ministre des Affaires étrangères et de l'Intégration européenne |     | Mihai Popsoi (à partir du 29/01/2024)                 | PAS   |
| Vice-Premier ministre Ministre de l'Agriculture et de l'Industrie alimentaire         |     | Vladimir Bolea                                        | PAS   |
| Vice-Premier ministre Chargé de la Réintégration                                      |     | Oleg Serebrian                                        | Ind.  |
| Vice-Premier ministre Chargée de l'Intégration européenne                             |     | Cristina Gherasimov (à partir du 05/02/2024)          | Ind.  |
| Ministre de la Justice                                                                |     | Veronica Mihailov-Moraru                              | Ind.  |
| Ministre de la Santé                                                                  |     | Ala Nemerenco                                         | Ind.  |
| Ministre de la Défense                                                                |     | Anatolie Nosatîi                                      | Ind.  |
| Ministre des Affaires intérieures                                                     |     | Ana Revenco (jusqu'au 17/07/2023) Adrian Efros        | Ind.  |
| Ministre de l'Éducation et de la Recherche                                            |     | Anatolie Topală                                       | Ind.  |
| Ministre des Finances                                                                 |     | Veronica Sirețeanu (jusqu'au 29/09/2023) Petru Rotaru | Ind.  |
| Ministre de l'Environnement                                                           |     | Iordanca-Rodica Iordanov                              | Ind.  |
| Ministre de la Culture                                                                |     | Sergiu Prodan                                         | Ind.  |
| Ministre du Travail et de la Protection sociale                                       |     | Alexeï Buzu                                           | Ind.  |
| Ministre de l'Énergie                                                                 |     | Victor Parlikov                                       | Ind.  |
| Ministre des Infrastructures et du Développement régional                             |     | Lilia Dabija                                          | Ind.  |